# Arachnospila wolfi
Arachnospila wolfi (лат.) — вид дорожных ос рода Arachnospila (Pompilidae).
Дальний Восток России.

## Описание
Среднего размера красно-чёрная дорожная оса. Длина 6—9 мм. Наличник самца спереди с небольшой каймой, едва вырезанный. Лицо светлоопушенное. Самцы отличаются от других видов подрода строением гениталий и пропорциями расположения простых глазков.

## Распространение и экология
Этот вид встречается на Дальнем Востоке России: Приморский край. Обитает на приморских песках (у моря) и иногда в открытых участках широколиственных лесов, лёт отмечается с июня по октябрь.